# Güneli Gün
Güneli Gün es una escritora turca en lengua inglesa. Es profesora en la Universidad de Oberlin, en el estado de Ohio, Estados Unidos. Es la autora de Libro de trances (Book of Trances, 1979) y de Camino de Bagdad (On the Road to Baghdad, 1987). Colabora habitualmente con las revistas Paris Review y World Literature Today, y ha traducido al inglés obras de destacados autores turcos, como Orhan Pamuk o Bilge Karasu. Su obra aúna la tradición oriental de Las mil y una noches con la narrativa postmoderna norteamericana de autores como John Barth.

## Traducciones al español
- Libro de trances: una novela de narraciones mágicas. Trad. de Francisco Páez de la Cadena. Madrid, Debate, 1982.
- Camino de Bagdad: novela picaresca de aventuras mágicas, mendigadas, pedidas, prestadas y robadas de "Las mil y una noches". Trad. de Roser Berdagué. Barcelona, Anagrama, 1993.

- Datos: Q5626934